# Malá Pec
Malá Pec je přírodní památka v oblasti Malé Karpaty.
Nachází se v katastrálním území obce Prašník v okrese Piešťany v Trnavském kraji. Území bylo vyhlášeno v roce 1996 na rozloze 14,06 ha. Ochranné pásmo nebylo stanoveno.